# 学園ソング
学園ソング（がくえんソング）は、1960年代初め（昭和30年代後半）に盛んになった歌謡曲のジャンルの一つである。青春歌謡ということもある。学校での友情や、初恋などの淡い恋愛感情などがテーマで、中学生や高校生が学校内で歌っても問題にならないような歌である。

## 背景
当時歌謡曲には、ポップスと演歌の区別もなく、一括して流行歌と呼ばれていた。しかし、歌詞の内容は、江戸・明治期からの「お座敷唄」の血を引く大人の恋愛や、股旅ものと呼ばれるやくざがテーマになったものなどが多かった。あまり健全な内容とはいえず、学校で口ずさんだりすれば、教師に怒られたものである。
しかし、1960年前後に、テレビが一般家庭に普及すると、これをよく視聴したのは子供や若者たちで、それに会わせるように、シャボン玉ホリデーや夢であいましょうなどの若者向きの歌謡番組が登場し、健康的で明るい若者向きの唄が次々と作出された。『心の窓に灯（ともしび）を』や『寒い朝』、『こんにちは赤ちゃん』などは、こうした番組から生まれた。

## 舟木一夫
しかし、学園ソングの旗頭といえば、詰め襟の学生服と八重歯がトレードマークの舟木一夫である。『高校三年生』、『修学旅行』、『学園広場』、『仲間たち』、『涙の敗戦投手』など、高校生活を主題とした唄を次々にヒットさせた。高校三年生がヒットした1962年は、団塊の世代（当時は「ベビーブーム世代」と呼ばれていた）が中学生だった時代で、今でもこれらの唄をよく記憶している人は多い。

## 学園ソング・青春歌謡を歌った歌手たち
『美しい十代』をうたった三田明、『女学生』の安達明、『いつでも夢を』の橋幸夫と吉永小百合、『青春の城下町』の梶光夫,『若草の丘』の本間千代子、『下町の太陽』の倍賞千恵子、『愛と死をみつめて』の青山和子などがいる。

## その後の若者向けの歌謡曲
1960年代後半になると、グループ・サウンズや加山雄三の登場、マイク真木の『バラが咲いた』を嚆矢とするフォークソングが擡頭し、歌謡曲はすっかり若者たちのものになっていった。一方で、従来の流行歌のテーマを受け継ぐものとして演歌ができ、歌謡曲はポップスと演歌が両立する時代になった。

## その他
歌詞の内容を反映させた青春映画も作られ、歌手が出演することも多かった。また21世紀以降においても、「Z女戦争」（ももいろクローバーZ）のような学園ソングが作られている。